# Babári Netti
Babári Netti (Pécs, 1975. január 1. –) magyar író.

## Életpályája
A Hevesy György Műszaki Szakközépiskolában vegyésztechnikusként végzett, majd tanulmányait a Pécsi Tudományegyetem Műszaki Karán folytatva szerzett környezetmérnök, majd vállalkozásmenedzser szakmérnök és minőségbiztosítási szakmérnök diplomát. Sugárvédelmi szakértőként dolgozik, szabadidejében ír. Történeteit saját életéből meríti, mély érzelemvilágú, sajátos humorú, könnyed, röviden elbeszélő írások jellemzik.
Mr. Basary házastársa.

## Könyvei, elbeszélései
- A lovam álma (2013)

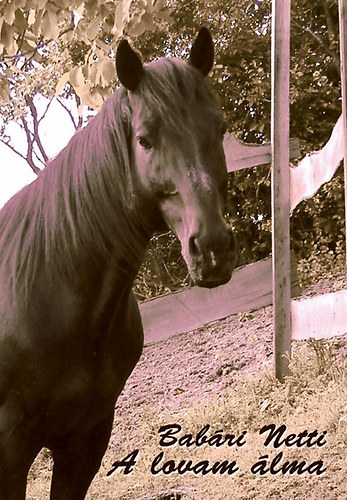

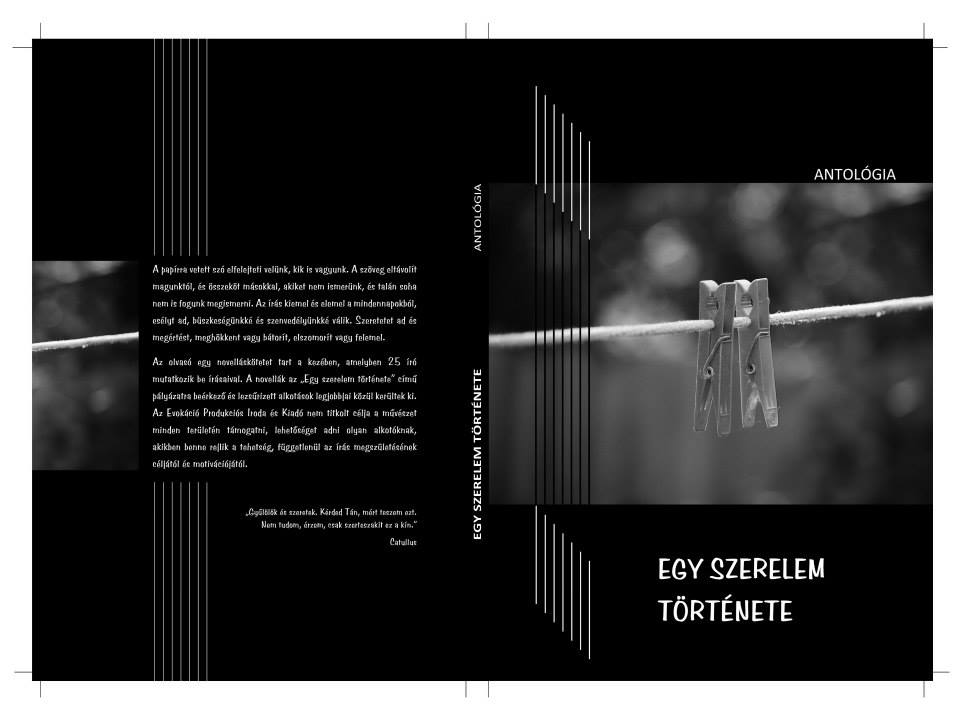

Babári Netti életében különleges időszámítást figyelhetünk meg, létezik egy Pió – a LÓ – előtti korszak (ez majd’ 28 évet jelent, mikor tanul, a Pécsi Tudományegyetem Műszaki Karán környezetmérnöki, majd két szakmérnöki diplomát is szerez, majd szakmájában mérnökként helyezkedik el, szabad idejében matematikát, fizikát oktat), illetve a Pióval eltöltött időszak, amely majd' 10 évet ölel át. Mérföldkő volt ez a találkozás, egy új világszemlélet, életmód kezdete. Ekkor születtek a Pióca-történetek, melyeket eleinte csak szűkebb körben, barátainak küldött el, akik később kézről kézre adták tovább ismerőseiknek ezeket a hol megmosolyogtató, hol könnyekig ható vidám vagy szomorkás jegyzeteket, s hétről hétre követelték mind többen az újabb folytatásokat.
Olyanok is élvezettel olvasták morcos hősünk mélabús életének apró epizódjait, kik eddig lovat csak vonatablakból láttak, s kérték, családjukkal hadd látogathassák meg Piót, s ülhessenek fel életükben először LÓRA! Terjedt ez az eddig ismeretlen láz, többen jelezték, szeretnék könyv alakban is kezükben tartani a meséket, 2007-ben a Cédrus Művészeti Alapítvány irodalmi pályázatának nívódíját nyerte –, amely ma már könyv formájában is forgatható (A lovam álma).
- Egy szerelem története - antológia (2015)

Az Evokáció Produkciós Iroda gondozásában megjelent kötetben helyet kapott Csiribi és Csiribá című novellája.
- Élni Nélküle - antológia (2017)

Egy angyal mindent lát című elbeszélésével Édesanyjára emlékezik.
- S(z)ó, bors, paprika - Tél antológia (2018)

Egy csésze fekete - főnökasszony módra című írása szerepel a valós recepteket is tartalmazó irodalmi kötetben.
- Kedves - antológia (2019)

Kétszáz kilométer c. történetét a szerelem ihlette,
- 4×23 év – A boldogság pillanatai - antológia (2020)

Amikor megállt az idő - című elbeszélése a babavárás egyik legszebb pillanatát örökíti meg.
- A mazsolás kuglóf titka - avagy a nagyitól szeretettel - antológia (2021)

Kicsire nem adunk! és a Nagymama című történetei a nagyszülőknek állítanak emléket.
- Csiribébi történetek (2023)

Babári Netti második önálló kötete, amelyben gyermekei, Bíborka és Boróka, két tündéri, eleven kislány életének és gyermekkori fejlődésének fontos állomásai, vidám pillanatai és sok-sok gyerekszáj – a hajdani Csiribébi blog történetei elevenednek fel a könyv lapjain.
Babári Netti elbeszélései több irodalmi pályázaton is sikert arattak: Egy szerelem története, Kedves, Élni nélküle, A boldogság pillanatai, A mazsolás kuglóf titka – avagy a nagyitól szeretettel című antológiákban már megjelentek részletek jelen kötetből.